# Massugas
Massugas é uma comuna francesa na região administrativa da Nova Aquitânia, no departamento da Gironda. Estende-se por uma área de 14,11 km². Em 2010 a comuna tinha 233 habitantes (densidade: 16,5 hab./km²).